# Гозоев, Валентин Андреевич
Валенти́н Андреевич Гозо́ев (осет. Гозойты Андрейы фырт Валентин; 1943 — 5 июня 2021) — заслуженный тренер России по вольной борьбе. Арбитр международной категории (FILA).

## Биография
Заслуженный тренер России по вольной борьбе. Арбитр международной категории (FILA) по вольной борьбе. Среди его воспитанников много известных борцов, среди которых четырёхкратный чемпион мира и чемпион Европы Бесик Кудухов, чемпион мира и России Алан Дудаев, двукратный чемпион мира и шестикратный чемпион Украины Ибрагим Алдатов.

## Награды и звания
- Медаль «Во славу Осетии» (2008)[1]
- Медаль ордена «За заслуги перед Отечеством» II степени (2010)[2]